# Mikroregion Stropník
Mikroregion Stropník je dobrovolný svazek obcí, který vznikl podle zákona o obcích. Přirozeným centrem oblasti je Duchcov, kde je i sídlo mikroregionu. Tvoří jej šest obcí.

## Obce sdružené v mikroregionu
- Duchcov
- Háj u Duchcova
- Hrob
- Jeníkov
- Lahošť
- Osek